# Solanum abortivum
Solanum abortivum är en potatisväxtart som beskrevs av Symon. Solanum abortivum ingår i släktet skattor som ingår i familjen potatisväxter. Inga underarter finns listade i Catalogue of Life.